# Америка
Вижте пояснителната страница за други значения на Америка.
Америка е географски регион, обхващащ континентите Северна и Южна Америка и прилежащите към тях острови. Той заема 8,3% от общата повърхност на Земята, 28,4% от повърхността на сушата и има 13,5% от населението (около 900 милиона души).

## Дефиниране и граници
Името си континентът носи от откривателя си Америго Веспучи. Участник в I испанска (1499 – 1500) и I португалска (1501 – 1502) експедиция край бреговете на днешна Южна Америка, той пръв изказва предположение, че тези земи са нов континент, а не част от Азия. През 1507 германският картограф Мартин Валдзеемюлер в „Увод в космографията“ нарича на негово име новооткрития континент. Оттогава континентът носи това име, като впоследствие с напредване на географските открития и картографията той се разделя на две – Северна и Южна Америка.

## История

### Предколумбова ера
Предколумбовата ера е историята на Америка до идването на Христофор Колумб и първите европейци. Този период се занимава с изучаването само на историята на населяващите континента индианци, които поселили материка прониквайки на него през територията на днешния Берингов проток някъде около 30 – 20 хил. години пр. Хр. Заселниците поселили целия материк до остров Огнена земя, включително. Това поне е една от най-разпространените теории.

### Колонизация от европейците
Въпреки че е имало презокеански контакти преди Колумб, мащабната европейска колонизация започва с първото негово пътуване през 1492. Първото испанско селище на американска земя е Ла Исабела на остров Испаньола. То скоро е напуснато в полза на основания през 1496 Санто Доминго на испански: Santo Domingo de Guzmán, който е най-старият американски град, основан от европейци. Той става база на испанската монархия, от която тя администрира своите колонии. На континента важна роля игра град Панама на тихоокеанския бряг на Централна Америка, основан през 1519, който е изходна точка за испанското завоюване на Южна Америка.
Европейските заселници усвояват от коренното население нови земеделски умения и откриват непознати за тях култури като царевицата, тиквата, фасула, доматите, чушките и картофите. Самите те пренасят в новооткритите земи захарната тръстика, бананите, едрия рогат добитък и най-важното – конете. Отначало местните племена имат приятелско отношение към белите и им помагат да оцелеят. Впоследствие обаче индианците са прогонени от плодородните земи и подложени на изтребление. Много от тях стават жертва на пренесени от европейците болести, които стават причина за измирането на голям брой местни жители. Сривът на населението на коренните американци достига връх около средата на 16 век, често преди контакт с новодошлите. Пристигането на заселници често е в рамките на опити за основаване на колонии, ръководени от държавите, като водещи в колонизацията на Новия свят са Англия, Испания, Франция, Португалия. Миграцията на хора продължава, като тук намират убежище бегълци от религиозно преследване или от икономически несгоди. Освен доброволно пристигналите, в Америка са транспортирани по принуда милиони роби, затворници и наемни работници.
Докато испанците и португалците колонизират Южна и Централна Америка с походите на конкистадори, другите европейски морски сили се надпреварват за териториите на Северна Америка. Французите заемат позиции по поречието на река Сейнт Лорънс и около Големите езера, а в днешните канадски земи е основана колонията Нова Франция. Поречието на река Мисисипи също е обявено за френско владение, което нарича Френска Луизиана. Днешна Флорида става испанска, а плаванията на Хенри Хъдсън под холандски флаг трасират пътя на холандците за колонизиране на залива Чесапийк и устието на реката, по-късно наречена Хъдсън. Англичаните се появяват последни през 16 век, но постепенно и систематично разширяват американските си владения, докато в средата на 17 век заемат водещата роля в колонизацията на Северна Америка със своите Тринадесет колонии.

### Деколонизация
В края на 18 век с Американската революция и Хаитянската революция започва деколонизация на Америка. Тя е последвана от множество революции, прераснали във войни за независимост в Латинска Америка в началото на 19 век. Между 1811 и 1825 независимост от Испания и Португалия получават Парагвай, Аржентина, Чили, Велика Колумбия, Обединени провинции на Централна Америка, Мексико, Бразилия, Перу и Боливия. След като Доминиканската република извоюва независимостта си от Хаити тя отново става зависима от Испания през 1861, но след още четири години успява да получи независимост. Последният епизод от военната деколонизация на Америка е Испано-американската война от 1898 г. в която Куба и Пуерто Рико минават под суверенитета на САЩ.
САЩ осъществяват мирна деколонизация с покупката на Луизиана през 1803, на Флорида от Испания през 1819, на Аляска от Русия през 1867, и на датските колонии през 1916 г. и територията им придобива днешния си вид. Канада получава самоуправление от английското правителство през 1839 г. след това става доминион, а през 1931 г. получава независимостта си от Обединеното кралство.
Европейските колонии в района на Карибско море получават независимост по мирен път доста след Втората световна война: Ямайка и Тринидад и Тобаго през 1962, а Гвиана и Барбадос през 1966. През 1970-те Бахамски острови, Гренада, Доминика, Сейнт Лусия, Сейнт Винсент и Гренадини получават независимост от Обединеното кралство, а Суринам от Нидерландия. През 1980-те стават независими и Белиз, Антигуа и Барбуда и Сейнт Китс и Невис.

## Държави и територии

### Северна Америка
- Американски Вирджински острови (САЩ)
- Ангуила (Великобритания)
- Антигуа и Барбуда
- Аруба (Нидерландия)
- Барбадос
- Бахамски острови
- Белиз
- Бермудски острови (Великобритания)
- Британски Вирджински острови (Великобритания)
- Гваделупа (Франция)
- Гватемала
- Гренада
- Гренландия (Дания)
- Доминика
- Доминиканска република
- Кайманови острови (Великобритания)
- Канада
- Франция (Франция)
- Коста Рика
- Куба
- Кюрасао (Нидерландия)
- Мартиника (Франция)
- Мексико
- Монсерат (Великобритания)
- Наваса (САЩ)
- Никарагуа
- Панама
- Пуерто Рико (САЩ)
- Салвадор
- Сейнт Винсънт и Гренадини
- Сейнт Китс и Невис
- Сейнт Лусия
- Сен Бартелми (Франция)
- Франция (Франция)
- Синт Мартен (Нидерландия)
- Съединени американски щати (включва щата Хаваи, който е част от Океания).
- Тринидад и Тобаго
- Търкс и Кайкос (Великобритания)
- Хаити
- Хондурас
- Ямайка

## Езици
В двете америки, Южна и Северна, се говорят множество езици. След влиянието на европейците, през колониалната епоха, там най-разпространени са испанския, английския и португалския. Все още в джунглите на Амазонка се говорят местни езици, като това важи и за северните части на Канада, Перу, Чили и Еквадор. В Северна Америка, на територията на Канада се говори и френски.

## Климатични пояси
Климатът в Америка варира от полярен на север до полярен на юг, като се преминава през умерен климат, континентален в Северна Америка (САЩ, Канада), тропичен, екваториален, океански по крайбрежията и планински в Скалистите планини и Андите.